# Gustavo Peña
Gustavo „Halcón” Peña Velazco (ur. 22 listopada 1941 w Talpa de Allende, zm. 19 stycznia 2021) – meksykański piłkarz występujący na pozycji środkowego obrońcy, w późniejszym czasie trener piłkarski.

## Kariera klubowa
Peña urodził się w mieście Talpa de Allende, jednak dorastał w Guadalajarze, dokąd w poszukiwaniu lepszych możliwości przeprowadzili się jego rodzice. Początkowo był miłośnikiem baseballu, a treningi piłkarskie rozpoczął pod wpływem swojego brata Miguela, który występował w rezerwach miejscowego klubu CD Oro. Jako szesnastolatek dołączył do juniorów Oro, jednak szybko został włączony do pierwszej drużyny, w której zadebiutował w wieku siedemnastu lat w spotkaniu z Celayą. Szybko wywalczył sobie niepodważalne miejsce w wyjściowej jedenastce i pierwszy poważny sukces, w postaci wicemistrzostwa kraju, odniósł w sezonie 1960/1961. Podczas rozgrywek 1962/1963 zdobył natomiast jedyny w historii klubu tytuł mistrza Meksyku. W tym samym roku zdobył także krajowy superpuchar – Campeón de Campeones. W sezonie 1964/1965 zanotował za to z drużyną prowadzoną przez węgierskiego szkoleniowca Árpáda Fekete kolejne wicemistrzostwo Meksyku. Jest uznawany za jednego z najważniejszych piłkarzy w historii zespołu.
Peña podczas gry w Oro był czasem wypożyczany do bardziej utytułowanego rywala zza miedzy, Chivas de Guadalajara, na tournée po Europie, podczas których mierzył się z zespołami takimi jak FC Barcelona, Sevilla FC, Lille OSC czy Werder Brema. Nigdy jednak, pomimo zainteresowania ze strony prezesów Chivas, nie podpisał kontraktu z tą drużyną. Ogółem wziął udział w trzynastu objazdach po Starym Kontynencie, a jeszcze częściej wyruszał ze swoimi klubami do Ameryki Południowej i Środkowej. W 1967 roku za dużą kwotę pieniędzy przeszedł do stołecznego zespołu Cruz Azul, gdzie również z miejsca stał się kluczowym punktem defensywy. Trafił wówczas na początek najbardziej obfitego w sukcesy okresu w historii klubu; w sezonie 1968/1969 zdobył z ekipą trenera Raúla Cárdenasa poczwórną koronę, kiedy to wywalczył mistrzostwo Meksyku, krajowy puchar – Copa México, superpuchar – Campeón de Campeones, a także najbardziej prestiżowe trofeum kontynentu – Puchar Mistrzów CONCACAF. Podczas rozgrywek 1969/1970 osiągnął tytuł wicemistrza kraju, a także wywalczył drugi Puchar Mistrzów, natomiast w półrocznym sezonie México '70 po raz trzeci i ostatni w karierze został mistrzem Meksyku.
W połowie 1970 roku Peña powrócił do rodzinnej Guadalajary, podpisując umowę z nowo powstałym zespołem Club Jalisco, który został założony na licencji jego macierzystego CD Oro. Jego barwy reprezentował przez kolejne trzy lata, nie odnosząc jednak żadnych sukcesów zarówno na arenie krajowej, jak i międzynarodowej. Później przeszedł do ekipy CF Monterrey, gdzie również spędził trzy sezony, lecz podobnie jak w Jalisco nie potrafił nawiązać do osiągnięć odnoszonych w Oro i Cruz Azul. Karierę zakończył w 1977 roku jako gracz broniącej się przed spadkiem drużyny CF Laguna z siedzibą w mieście Torreón, mając 36 lat. Opisywany jako obdarzony umiejętnościami przywódczymi środkowy obrońca, mogący również grać na bokach obrony, bardziej bazujący na sile i warunkach fizycznych niż na technice. Pewny egzekutor rzutów karnych. Jest uznawany za jedną z legend meksykańskiego futbolu, znalazł się na sporządzonej przez IFFHS liście najlepszych piłkarzy stulecia Ameryki Północnej – zajął na niej osiemnaste miejsce.

## Kariera reprezentacyjna
W reprezentacji Meksyku Peña zadebiutował za kadencji selekcjonera Ignacio Trellesa, 22 marca 1961 w przegranym 0:1 meczu z Kostaryką w ramach eliminacji do mistrzostw świata 1962 i mimo młodego wieku od razu został podstawowym zawodnikiem kadry. Po udanych kwalifikacjach do mundialu znalazł się w składzie na ten światowy czempionat, jednak w ostatniej chwili skręcił kostkę i z powodu tej kontuzji nie pojechał z resztą drużyny do Chile. W 1963 roku został powołany przez trenera Árpáda Fekete na mistrzostwa CONCACAF, gdzie rozegrał dwa spotkania, a jego kadra zajęła dopiero trzecie miejsce w grupie, nie kwalifikując się do rundy finałowej. Dwa lata później wziął udział w kolejnych mistrzostwach CONCACAF; tym razem wystąpił na nich trzykrotnie, zaś Meksykanie spisali się znacznie lepiej niż poprzednio, nie ponosząc żadnej porażki w pięciu meczach i wygrywając turniej.
Premierowego gola w reprezentacji Peña strzelił z rzutu karnego, 22 czerwca 1966 w przegranym 1:4 spotkaniu towarzyskim z Irlandią Północną. W tym samym roku został powołany przez selekcjonera Trellesa na mistrzostwa świata w Anglii, po tym, jak uprzednio występował w udanych kwalifikacjach do tego mundialu. Na angielskich boiskach pełnił funkcję kapitana i podstawowego zawodnika swojej kadry, rozgrywając wszystkie trzy spotkania od pierwszej do ostatniej minuty: z Francją (1:1), Anglią (0:2) i Urugwajem (0:0). Meksykanie zajęli wówczas trzecie miejsce w grupie i nie awansowali do fazy pucharowej mundialu. W 1967 roku znalazł się w składzie na trzecie już mistrzostwa CONCACAF, gdzie rozegrał cztery mecze, natomiast jego drużyna zajęła ostatecznie drugie miejsce w tych rozgrywkach.
W 1970 roku trener Raúl Cárdenas powołał Peñę na mistrzostwa świata w Meksyku. Tam, podobnie jak przed czterema laty, był on podstawowym graczem i kapitanem drużyny narodowej, rozegrał również od pierwszej do ostatniej minuty wszystkie cztery spotkania; w fazie grupowej z ZSRR (0:0), Salwadorem (4:0) i Belgią (1:0), w którym zdobył jedyną bramkę z rzutu karnego na wagę zwycięstwa, a także w ćwierćfinale z Włochami (1:4). Meksykanie, pełniący wówczas rolę gospodarzy, po raz pierwszy w historii na mistrzostwach świata zdołali wyjść z grupy, w której zajęli drugie miejsce, lecz odpadli z mundialu zaraz potem, w ćwierćfinale. Peña został uznany jednym z najlepszych zawodników tamtej edycji mundialu, dzięki czemu w 1971 roku wystąpił w drużynie Reszty Świata (był pierwszym Meksykaninem, który dostąpił tego honoru) w pożegnalnym meczu Lwa Jaszyna. Później grał jeszcze w barwach kadry w meczach towarzyskich oraz w eliminacjach do mistrzostw świata 1974. Meksykańska reprezentacja, nie zdołała się jednak zakwalifikować na ten mundial. Ogółem w barwach narodowych przez trzynaście lat wystąpił w 81 meczach, w których trzy razy wpisywał się na listę strzelców. Przez wiele lat pozostawał rekordzistą spotkań rozegranych w reprezentacji Meksyku – jego osiągnięcie pobił dopiero Jorge Campos w październiku 1996.

## Kariera trenerska
Bezpośrednio po zakończeniu kariery piłkarskiej Peña został trenerem, we wrześniu 1977 zastępując Horacio Troche na stanowisku szkoleniowca beniaminka najwyższej klasy rozgrywkowej, Tampico Madero FC. Na koniec rozgrywek 1977/1978 zdołał z nim zająć wysokie, drugie miejsce w grupie, a w ligowej fazie play-off odpadł dopiero po przegranym dwumeczu półfinałowym. Po zakończeniu sezonu odszedł jednak z drużyny, przyjmując propozycję Universidadu de Guadalajara, który prowadził przez kolejny rok bez większych sukcesów. Ponadto 10 czerwca 1979 tymczasowo poprowadził w jednym spotkaniu reprezentację Meksyku, wygrywając 1:0 z Hiszpanią po bramce Manuela Guilléna. W późniejszym czasie krótko, bo od września do listopada 1979, trenował swój były klub CF Monterrey. Dwukrotnie powracał również na stanowisko szkoleniowca Tampico Madero, które piastował najpierw przez niemal cały rok 1981, a następnie od marca do maja 1983, nie odnosząc jednak żadnego osiągnięcia. Później pracował w niższych ligach meksykańskich, między innymi w czwartoligowym Ladrilleros de Tlajomulco.
Posiada siedmioro dzieci, jego syn Luis Felipe Peña poszedł w ślady ojca i przez siedem lat był profesjonalnym piłkarzem w pierwszej lidze meksykańskiej.